# Supercoppa italiana (hockey su pista)
La Supercoppa italiana di hockey su pista è una competizione italiana di hockey su pista, istituita nel 2005.
La manifestazione si svolge a cadenza annuale, al principio della stagione sportiva.

## Storia e formula
Sino al 2015 il trofeo si disputava in gara unica fra la squadra campione d'Italia in carica e il sodalizio detentore della Coppa Italia; l'incontro aveva luogo di norma sulla pista di casa della compagine vincitrice dello scudetto. Qualora una formazione conseguisse un double, ovvero conquistasse ambedue le principali competizioni nazionali, il regolamento prevedeva che a contendersi il trofeo fossero la società vincitrice della Serie A1 e la finalista perdente della Coppa Italia.
Nel 2016 la Supercoppa fu invece assegnata dopo un doppio confronto con partite di andata e ritorno. L'anno successivo, sul modello dell'omonimo trofeo di pallacanestro e della Coppa Continentale, la manifestazione fu estesa a quattro squadre con la formula della final four, da disputarsi in una sede designata dalla Federazione Italiana Sport Rotellistici: al torneo furono ammesse di diritto le finaliste dei play-off scudetto e della Coppa Italia della stagione precedente. Nel 2018 fu ripristinata la soluzione del doppio confronto con gare di andata e ritorno. A causa della pandemia di COVID-19, nel 2020 il trofeo non fu aggiudicato.

## Albo d'oro
| Stagione   | Data                   | Vincitore (numero vittorie) | Finalista perdente     | Risultato              | Sede della finale/i             |
| ---------- | ---------------------- | --------------------------- | ---------------------- | ---------------------- | ------------------------------- |
| 2005 (1ª)  | 24 settembre           | Follonica                   | Bassano 54             | 7-3                    | Follonica - Pista Armeni        |
| 2006 (2ª)  | 9 settembre            | Follonica (2)               | Prato Primavera        | 10-1                   | Follonica - Pista Armeni        |
| 2007 (3ª)  | 22 settembre           | Bassano 54                  | Follonica              | 6-5 (dts)              | Follonica - Pista Armeni        |
| 2008 (4ª)  | 6 settembre            | Follonica (3)               | Amatori Lodi           | 2-1 (dts)              | Follonica - Pista Armeni        |
| 2009 (5ª)  | 7 ottobre              | Bassano 54 (2)              | Follonica              | 6-4                    | Bassano del Grappa - PalaSind   |
| 2010 (6ª)  | 28 settembre           | Marzotto Valdagno           | Follonica              | 5-3                    | Valdagno - Palalido             |
| 2011 (7ª)  | 28 settembre           | Marzotto Valdagno (2)       | CGC Viareggio          | 6-5                    | Viareggio - PalaBarsacchi       |
| 2012 (8ª)  | 13 settembre           | Marzotto Valdagno (3)       | Amatori Lodi           | 4-2                    | Valdagno - Palalido             |
| 2013 (9ª)  | 5 ottobre              | CGC Viareggio               | Valdagno 1938          | 5-5 (dts) (4-3 dtr)    | Valdagno - Palalido             |
| 2014 (10ª) | 27 settembre           | Forte dei Marmi             | Valdagno 1938          | 9-4                    | Forte dei Marmi - PalaForte     |
| 2015 (11ª) | 26 settembre           | Breganze                    | Forte dei Marmi        | 4-3                    | Forte dei Marmi - PalaForte     |
| 2016 (12ª) | 17 settembre           | Amatori Lodi                | Forte dei Marmi        | 2-2                    | Lodi - PalaCastellotti          |
| 2016 (12ª) | 24 settembre           | Amatori Lodi                | Forte dei Marmi        | 5-4                    | Forte dei Marmi - PalaForte     |
| 2017 (13ª) | 1º ottobre             | Forte dei Marmi (2)         | Amatori Lodi           | 4-3                    | Viareggio - PalaBarsacchi       |
| 2018 (14ª) | 22 settembre           | Amatori Lodi (2)            | Follonica              | 1-1                    | Follonica - Pista Armeni        |
| 2018 (14ª) | 29 settembre           | Amatori Lodi (2)            | Follonica              | 3-1                    | Lodi - PalaCastellotti          |
| 2019 (15ª) | 21 settembre           | Forte dei Marmi (3)         | Breganze               | 3-3                    | Breganze - PalaFerrarin         |
| 2019 (15ª) | 25 settembre           | Forte dei Marmi (3)         | Breganze               | 5-1                    | Forte dei Marmi - PalaForte     |
| 2020       | Edizione non disputata | Edizione non disputata      | Edizione non disputata | Edizione non disputata | Edizione non disputata          |
| 2021 (16ª) | 19 settembre           | Forte dei Marmi (4)         | Amatori Lodi           | 4-5                    | Forte dei Marmi - PalaForte     |
| 2021 (16ª) | 26 settembre           | Forte dei Marmi (4)         | Amatori Lodi           | 5-1                    | Lodi - PalaCastellotti          |
| 2022 (17ª) | 3 settembre            | Trissino                    | Sarzana                | 7-2                    | Sarzana - Pista Vecchio Mercato |
| 2022 (17ª) | 10 settembre           | Trissino                    | Sarzana                | 10-5                   | Trissino - PalaDante            |
| 2023 (18ª) | 23 settembre           | Trissino (2)                | Amatori Lodi           | 4-3                    | Lodi - PalaCastellotti          |
| 2023 (18ª) | 1º ottobre             | Trissino (2)                | Amatori Lodi           | 5-2                    | Trissino - PalaDante            |
| 2024 (19ª) | 9 ottobre              | Follonica (4)               | Forte dei Marmi        | 4 - 2                  | Follonica - Pista Armeni        |
| 2024 (19ª) | 16 ottobre             | Follonica (4)               | Forte dei Marmi        | 4 - 3                  | Forte dei Marmi - PalaForte     |

### Edizioni vinte e secondi posti per squadra
| Squadra                         | Vittorie | Secondi posti | Anni vittorie          | Anni secondi posti           |
| ------------------------------- | -------- | ------------- | ---------------------- | ---------------------------- |
| Follonica                       | 4        | 4             | 2005, 2006, 2008, 2024 | 2007, 2009, 2010, 2018       |
| Forte dei Marmi                 | 4        | 3             | 2014, 2017, 2019, 2021 | 2015, 2016, 2024             |
| Marzotto Valdagno Valdagno 1938 | 3        | 2             | 2010, 2011, 2012       | 2013, 2014                   |
| Amatori Lodi                    | 2        | 5             | 2016, 2018             | 2008, 2012, 2017, 2021, 2023 |
| Bassano 54                      | 2        | 1             | 2007, 2009             | 2005                         |
| Trissino                        | 2        | 0             | 2022, 2023             |                              |
| CGC Viareggio                   | 1        | 1             | 2013                   | 2011                         |
| Breganze                        | 1        | 1             | 2015                   | 2019                         |
| Prato Primavera                 | 0        | 1             |                        | 2006                         |
| Sarzana                         | 0        | 1             |                        | 2022                         |

### Riepilogo vittorie per regione
| Regione   | Titoli | Squadre vincenti                                                  |
| --------- | ------ | ----------------------------------------------------------------- |
| Toscana   | 9      | Forte dei Marmi (4), Follonica (4), CGC Viareggio (1)             |
| Veneto    | 8      | Marzotto Valdagno (3), Bassano 54 (2), Trissino (2), Breganze (1) |
| Lombardia | 2      | Amatori Lodi (2)                                                  |